# Vithalsad timalia
Vithalsad timalia (Stachyris thoracica) är en fågel i tättingfamiljen timalior som förekommer i Indonesien.

## Utseende
Vithalsad timalia är en rätt stor (18 cm) Stachyris-timalia med kraftig näbb. Den har mörkgrått ansikte, svartakig strupe och haka och ett brett vitt band tvärs över övre delen av bröstet till nedre delen av halssidan, ibland med en svag gråaktig kant. Resten av fjäderdräkten är matt mörkt kastanjebrun, hos underarten orientalis (se nedan) med mörkgrå hjässa.

## Utbredning och systematik
Vithalsad timalia förekommer på Sumatra och Java i Indonesien och delas in i två underarter med följande utbredning:
- Stachyris thoracica thoracica – förekommer i skogar vid foten av bergen på södra Sumatra och västra och centrala Java
- Stachyris thoracica orientalis – förekommer på östra Java

## Levnadssätt
Vithalsad timalia hittas i undervegeation och täta buskage i städsegrön lövskog, upp till 1600 meters höjd. Den är skygg och tillbakadragen, och hittas födosökande lågt i grupper på jakt efter insekter. Fågeln häckar mellan februari och oktober i västra Java. Den bygger en öppen boskål som placeras nära marken och lägger två till tre ägg däri.

## Status och hot
Arten har ett stort utbredningsområde, men tros minska i antal, dock inte tillräckligt kraftigt för att den ska betraktas som hotad. Internationella naturvårdsunionen IUCN listar arten som livskraftig (LC).